# Дигидрокапсаицин
Дигидрокапсаицин — капсаициноид, аналог и конгенер капсаицина в перцах чили (Capsicum). Как и капсаицин, является ирритантом, составляя около 22% от общего объёма смесей капсаициноидов. Чистый дигидрокапсаицин — липофильное, бесцветное, кристаллическое вещество без запаха, имеющее вид восковой смеси. Растворим в диметилсульфоксиде и 100% этаноле.
Согласно шкале жгучести Сковилла, занимает четвёртое место с 15.000.000 ЕШС.
Другие названия:
- N-[(4-гидрокси-3-метокси-фенил)метил]-8-метил-нонанамид
- 6,7-дигидрокапсаицин
- 8-метил-N-ванилилнонанамид
- ванилиламид 8-метилонановой кислоты
- CCRIS 1589

## MS/MS

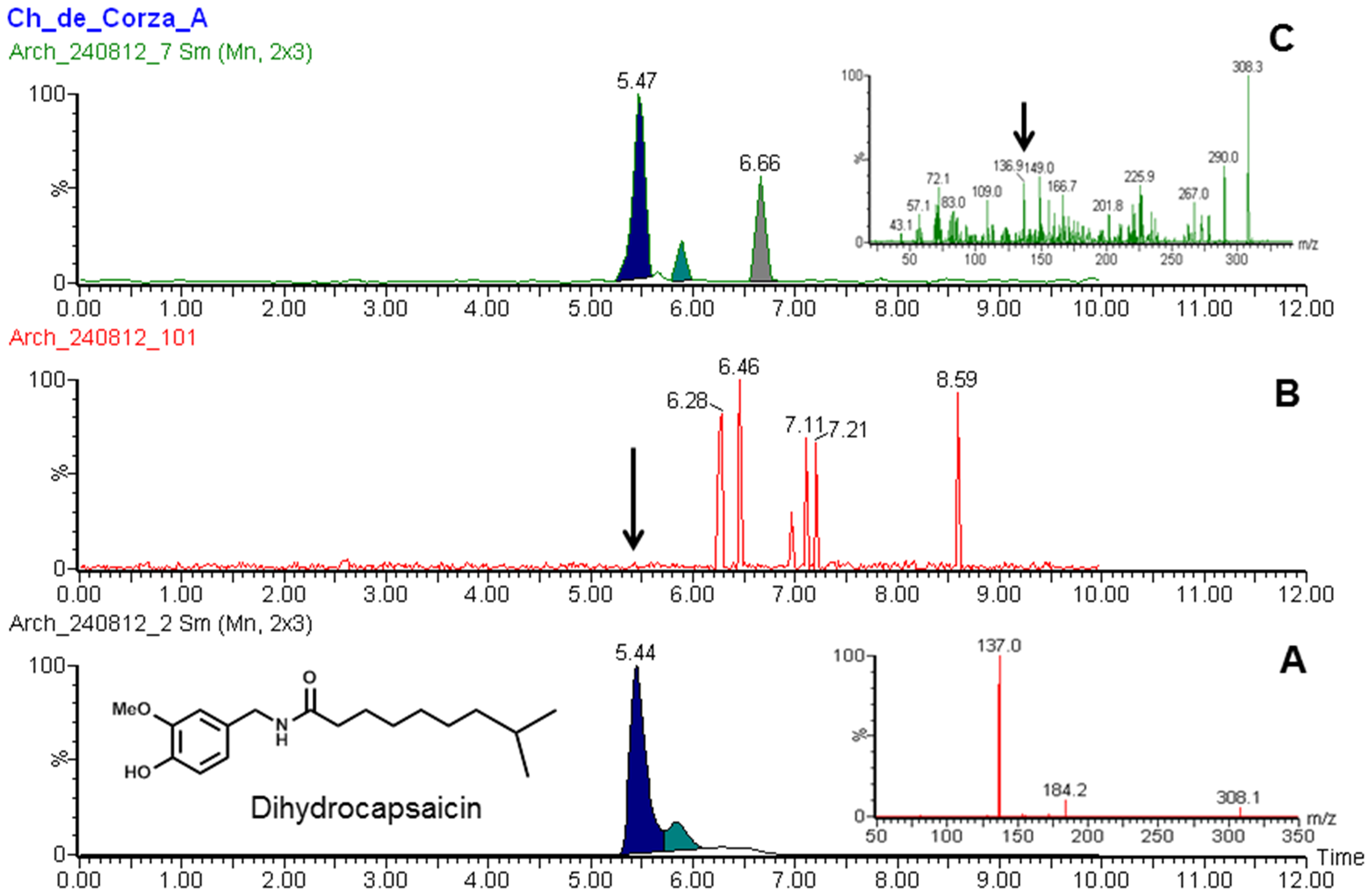
Тандемная масс-спектрометрия (MS/MS) спектра стандартного дигидрокапсаицина (A) и пробы экстракта (B). Проба B подтверждает, что соединение было обнаружено в керамике доиспанского периода из Мексики